# 维多利亚·沃罗比娃
维多利亚·沃罗比娃（俄语：Виктория Воробьева，1994年4月23日—），俄羅斯女子羽毛球運動員。

## 簡歷

### 2012年
2012年5月，维多利亚·沃罗比娃与奥尔佳·莫罗佐娃出战保加利亞羽毛球公開賽，在女双準决赛以1比2（18-21、26-24、13-21）不敌东道主强档的Rumiana Ivanova/迪米特丽亚·博普斯托伊科娃。同年7月，她与叶夫根尼娅·科泽茨卡亚出战白夜羽毛球賽，在女双决赛因自己退赛，赢得亚军。

### 2013年
2013年7月，维多利亚·沃罗比娃与谢尔盖·舒米尔金出战白夜羽毛球賽，在混双决赛以0比2（22-24、15-21）不敌赛会头号种子、德国强档的彼得·卡斯巴尔/伊莎贝尔·赫特里克，赢得亚军。同年9月，她与奥尔佳·戈洛瓦诺娃出战俄羅斯羽毛球大獎賽，在女双準决赛以1比2（22-24、21-17、20-22）不敌赛会头号种子、队友的伊琳娜·克列布科/克谢尼娅·波利卡波娃。同年10月，她分别与奥尔佳·戈洛瓦诺娃以及弗拉基米尔·马尔科夫出战以色列夏瑣羽毛球國際賽，在女双决赛以2比0（21-19、21-7）击败了克罗地亚强档的玛雅·帕夫林尼克/多萝蒂亚·苏塔拉，赢得国际赛女双冠军，亦是她首个國際系列賽女双冠军；而混双决赛以2比0（21-13、21-12）击败了跨国组合的（捷克：扬·弗罗利希/俄罗斯：Katerina Zvereva），赢得国际赛混双冠军。同期10月，她与奥尔佳·戈洛瓦诺娃出战匈牙利羽毛球國際賽，在女双决赛以2比1（21-17、19-21、21-11）击败了丹麦强档的赛琳·尤尔/约瑟芬·范·赞纳，赢得国际赛女双冠军。同年11月，她分别与奥尔佳·戈洛瓦诺娃以及瓦西里·库兹涅佐夫出战挪威羽毛球國際賽，在女双决赛以0比2（17-21、22-24）不敌赛会头号种子、丹麦强档的茱莉·芬尼-易普森/丽克·瑟比·汉森，赢得亚军。同年12月，她与瓦西里·库兹涅佐夫出战土耳其羽毛球國際賽，在混双决赛以0比2（9-21、15-21）不敌跨国组合的（芬兰：安东·凯斯提/保加利亚：加夫列拉·斯托伊娃），赢得亚军。

### 2014年
2014年2月，维多利亚·沃罗比娃与奥尔佳·戈洛瓦诺娃出战奧地利羽毛球國際挑戰賽，在女双决赛以1比2（17-21、22-20、15-21）不敌赛会头号种子、保加利亚强档的加夫列拉·斯托伊娃/斯蒂法尼·斯托伊娃，赢得亚军。同年4月，她与奥尔佳·戈洛瓦诺娃出战芬蘭羽毛球公開賽，在女双準决赛以0比2（8-21、15-21）不敌赛会2号种子、保加利亚强档的加夫列拉·斯托伊娃/斯蒂法尼·斯托伊娃。同期4月，她与埃琳娜·科门德鲁夫斯卡亚出战希臘羽毛球國際賽，在女双决赛以0比2（7-21、14-21）不敌赛会头号种子、土耳其强档的奥兹格·巴伊拉克/内斯里汉·伊吉特，赢得亚军。同年6月，她分别与Anastasia Dobrinina以及Arseniy Fistin出战立陶宛羽毛球國際賽，在女双决赛以2比0（21-19、21-19）击败了爱沙尼亚强档的克里斯汀·库巴/赫莉娜·吕特尔，赢得国际赛女双冠军；而混双準决赛以1比2（23-21、14-21、18-21）不敌赛会2号种子、波兰强档的帕维尔·皮特里亚/阿内塔·维特科夫斯卡，赢得亚军。同年7月，她与奥尔佳·戈洛瓦诺娃出战白夜羽毛球賽，在女双决赛以0比2（14-21、24-26）不敌队友的叶卡捷琳娜·博洛托娃/叶夫根尼娅·科泽茨卡亚，赢得亚军。

### 2017年
2017年12月，维多利亚·沃罗比娃与罗季翁·卡尔加夫出战土耳其羽毛球國際賽，在混双準决赛以1比2（17-21、21-16、22-24）不敌乌克兰强档的瓦列里·阿特拉什琴科夫/耶利萨芙塔·扎尔卡。

### 2018年
2018年11月，维多利亚·沃罗比娃出战哈薩克羽毛球國際賽，在女单準决赛以1比2（6-21、21-18、19-21）不敌队友的Anastasia Redkina；而搭档Daria Dzhedzhula的女双决赛以0比2（22-24、19-21）不敌赛会头号种子、队友的Ekaterina Kadochnikova/Anastasia Redkina，赢得亚军；此外，还搭档罗季翁·卡尔加夫的混双决赛以2比0（21-13、21-18）击败了赛会2号种子、跨国组合的（哈萨克斯坦：德米特里·帕纳林/俄罗斯：阿纳斯塔西娅·普斯廷斯卡亚），赢得国际赛混双冠军。

## 主要比賽成績
只列出曾進入準決賽的國際賽事成績：
| 年份   | 賽事                   | 公開賽級別 | 項目     | 搭檔                    | 成績   |
| ------ | ---------------------- | ---------- | -------- | ----------------------- | ------ |
| 2012年 | 保加利亞羽毛球公開賽   | 國際系列賽 | 女子雙打 | 奥尔佳·莫罗佐娃         | 準決賽 |
| 2012年 | 白夜羽毛球賽           | 國際挑戰賽 | 女子雙打 | 叶夫根尼娅·科泽茨卡亚   | 亞軍   |
| 2013年 | 白夜羽毛球賽           | 國際挑戰賽 | 混合雙打 | 谢尔盖·舒米尔金         | 亞軍   |
| 2013年 | 俄羅斯羽毛球大獎賽     | 大獎賽     | 女子雙打 | 奥尔佳·戈洛瓦诺娃       | 準決賽 |
| 2013年 | 以色列夏瑣羽毛球國際賽 | 國際系列賽 | 女子雙打 | 奥尔佳·戈洛瓦诺娃       | 冠軍   |
| 2013年 | 以色列夏瑣羽毛球國際賽 | 國際系列賽 | 混合雙打 | 弗拉基米尔·马尔科夫     | 冠軍   |
| 2013年 | 匈牙利羽毛球國際賽     | 國際系列賽 | 女子雙打 | 奥尔佳·戈洛瓦诺娃       | 冠軍   |
| 2013年 | 挪威羽毛球國際賽       | 國際系列賽 | 女子雙打 | 奥尔佳·戈洛瓦诺娃       | 亞軍   |
| 2013年 | 挪威羽毛球國際賽       | 國際系列賽 | 混合雙打 | 瓦西里·库兹涅佐夫       | 冠軍   |
| 2013年 | 土耳其羽毛球國際賽     | 國際系列賽 | 男子雙打 | 瓦西里·库兹涅佐夫       | 亞軍   |
| 2014年 | 奧地利羽毛球國際挑戰賽 | 國際挑戰賽 | 女子雙打 | 奥尔佳·戈洛瓦诺娃       | 亞軍   |
| 2014年 | 芬蘭羽毛球公開賽       | 國際挑戰賽 | 女子雙打 | 奥尔佳·戈洛瓦诺娃       | 準決賽 |
| 2014年 | 希臘羽毛球國際賽       | 國際系列賽 | 女子雙打 | 埃琳娜·科门德鲁夫斯卡亚 | 亞軍   |
| 2014年 | 立陶宛羽毛球國際賽     | 未來系列賽 | 女子雙打 | Anastasia Dobrinina     | 冠軍   |
| 2014年 | 立陶宛羽毛球國際賽     | 未來系列賽 | 混合雙打 | Arseniy Fistin          | 準決賽 |
| 2014年 | 白夜羽毛球賽           | 國際挑戰賽 | 女子雙打 | 奥尔佳·戈洛瓦诺娃       | 亞軍   |
| 2017年 | 土耳其羽毛球國際賽     | 國際系列賽 | 混合雙打 | 罗季翁·卡尔加夫         | 準決賽 |
| 2018年 | 哈薩克羽毛球國際賽     | 國際系列賽 | 女子單打 | －                      | 準決賽 |
| 2018年 | 哈薩克羽毛球國際賽     | 國際系列賽 | 女子雙打 | Daria Dzhedzhula        | 亞軍   |
| 2018年 | 哈薩克羽毛球國際賽     | 國際系列賽 | 混合雙打 | 罗季翁·卡尔加夫         | 冠軍   |
| 2021年 | 波蘭羽毛球公開賽       | 國際挑戰賽 | 混合雙打 | 罗季翁·卡尔加夫         | 準決賽 |
| 2021年 | 西班牙羽毛球國際賽     | 國際挑戰賽 | 混合雙打 | 罗季翁·卡尔加夫         | 準決賽 |

| 2007-2017年 | 首要超級賽 | 超級賽 | 黃金大獎賽 | 大獎賽 | 國際挑戰賽 | 國際系列賽 | 未來系列賽 | 其他 |

| 2018-2026年 | 總決賽 | 超級1000賽 | 超級750賽 | 超級500賽 | 超級300賽 | 超級100賽 | 國際挑戰賽 | 國際系列賽 | 未來系列賽 | 其他 |